# Alegría de Álava (concejo)
Alegría de Álava[cita requerida] (en euskera y oficialmente Alegría/Dulantzi) es un concejo del municipio de Alegría de Álava, en la provincia de Álava, España.

## Despoblados
Forma parte del concejo una fracción del despoblado de:
- Alborcoin.[1]

Forma parte del concejo los despoblados de:
- Ayala.[2]
- Henayo.[3]
- Ilárraza.[4]
- Larrara.[5]
- Olga.[6]

## Demografía
| Gráfica de evolución demográfica de Alegría de Álava entre 2000 y 2017 |
|                                                                        |
| Población de derecho según los censos de población del INE.            |